# Еллен Луїза Шулман Бейкер
Еллен Луїза Шулман Бейкер (англ. Ellen Luisa Shulman Baker) — американська жінка-астронавт і лікар. Здійснила три космічних польоти (1989, 1992, 1995). Колишній астронавт НАСА, провела у космосі понад 686 годин.

## Освіта
- Університет штату Нью-Йорк у Буффало, ступінь бакалавра по геології (1974)
- Корнелльський університет, ступінь доктора з медицини (1978)
- University of Texas School of Public Health, ступінь магістра з охорони здоров'я (1994)